# Comté de Mountrail
Le comté de Mountrail est un des 53 comtés du Dakota du Nord, aux États-Unis. 
Siège : Stanley.

## Démographie
| 1910  | 1920   | 1930   | 1940   | 1950  | 1960   |
| ----- | ------ | ------ | ------ | ----- | ------ |
| 8 491 | 12 140 | 13 544 | 10 482 | 9 418 | 10 077 |

| 1970  | 1980  | 1990  | 2000  | 2010  | - |
| ----- | ----- | ----- | ----- | ----- | - |
| 8 437 | 7 679 | 7 021 | 6 631 | 7 673 | - |